# Beta Sextantis
β Sextantis (Beta Sextantis, kurz β Sex) ist ein mit bloßem Auge am dunklen Nachthimmel gerade noch wahrnehmbarer veränderlicher Stern im Sternbild Sextant. Die scheinbare Helligkeit dieses blauweißen Sterns schwankt geringfügig zwischen etwa 5,00m und 5,10m. Nach Parallaxen-Messungen der Raumsonde Gaia beträgt seine Entfernung von der Erde etwa 367 Lichtjahre.
Ähnlich wie Alpha Sextantis liegt β Sex sehr nahe beim Himmelsäquator, derzeit etwas mehr als ein halbes Grad südlich von diesem. Aufgrund der Präzession der Erdachse verschiebt sich der Himmelsäquator, von der Erdoberfläche aus betrachtet, nach Norden, sodass sich β Sex nach Süden zu bewegen scheint. Im 19. Jahrhundert befand sich der Stern noch nördlich des Himmelsäquators, passierte ihn um 1875 und ist seither auf dem Südsternhimmel positioniert.
β Sex diente als Standardstern im  MK-Spektralklassifizierungssystem. Dabei wurde er als Hauptreihenstern der Spektralklasse B6 V eingestuft. In einer 1999 vorgestellten Studie klassifizierten ihn hingegen die Forscher N. Houk und C. Swift als einen vom Hauptreihen- zum Unterriesen-Stadium übergehenden Stern der Spektralklasse B5 IV/V. Die effektive Temperatur der Chromosphäre von β Sex ist mit etwa 14300 Kelvin deutlich höher als jene der Sonne, sodass er an seiner Oberfläche wesentlich heißer ist. Der Stern besitzt etwa vier Sonnenmassen, 3,1 Sonnendurchmesser sowie die 316-fache Sonnenleuchtkraft. Seine Rotationsperiode beträgt weniger als 1,6 Tage.
Bezüglich seiner kleinen Helligkeitsschwankungen wird β Sex als mutmaßlicher Alpha2-Canum-Venaticorum-Stern klassifiziert. Die Stärke seines Magnetfelds variiert mit einer Periode von 15 Tagen. Diese ziemlich lange Zeitspanne lässt sich jedoch nicht mit der relativ hohen  projizierten Rotationsgeschwindigkeit des Sterns von 93 km/s in Einklang bringen. Die Erklärung für diese Schwankungen bleibt damit offen.